# David di Nota
 (octobre 2021).
Si vous disposez d'ouvrages ou d'articles de référence ou si vous connaissez des sites web de qualité traitant du thème abordé ici, merci de compléter l'article en donnant les références utiles à sa vérifiabilité et en les liant à la section « Notes et références ».
David di Nota est un écrivain et traducteur français né le 27 décembre 1968.

## Biographie

### Formation
David di Nota suit des études de danse classique à l'Opéra de Paris sous la direction de Rudolf Noureev (compagnie qu'il quittera à la parution de son premier roman) et de philosophie à la Sorbonne. Lauréat du concours général en lettres, diplômé de l'Institut français de géopolitique, il est docteur en science politique après avoir soutenu une thèse sous la direction de Violaine Roussel à l'université Paris VIII. Sa thèse porte sur "Manager les victimes ? : contribution à une sociologie du consulting humanitaire".

## Œuvre
Son œuvre prend deux formes distinctes. 
D'une part, des romans qui font la part belle à l'érotisme et à l'humour, comme Ta femme me trompe (2013) ou Projet pour une révolution à Paris (2004). 
D'autre part, des enquêtes réalistes à la croisée du journalisme et de la littérature. Dans cette veine, J'ai épousé un casque bleu est un roman sur la guerre de Bosnie et Bambipark une enquête littéraire sur le bombardement de Belgrade de 1999. Ce livre sera suivi d'une pièce de théâtre, Têtes subtiles et têtes coupées (tragi-comédie en deux actes avec morale à la fin).
Mais son ouvrage le plus marquant est sans doute un livre inclassable, J'ai exécuté un chien de l'Enfer, une contre-enquête sur l'assassinat de Samuel Paty qui connaîtra un grand retentissement en France et à l'étranger,

### Réception critique
Remarquée par Jean-Luc Godard et Milan Kundera, sa démarche a reçu le soutien de plumes célèbres (Rolin, Duteurtre, Sollers) mais également la vive critique d'autres personnalités (Lançon, Donner).

Selon l'auteur, 

« Dans une société victimaire où la souffrance fait la loi, l’homme qui rit a toujours tort. Tous les hommes sont égaux, mais ceux qui n’ont pas d’humour sont plus égaux que les autres. »

## Publications
- Festivité locale, Gallimard 1991
- Apologie du plaisir absolu, Gallimard 1993
- Quelque chose de très simple (nouvelles), Gallimard 1995
- Traité des élégances, Gallimard 2001
- Projet pour une révolution à Paris, Gallimard, Paris, 2004
- J'ai épousé un Casque bleu, suivi de Sur la guerre, Gallimard, coll. « L'Infini », 176 p.[6]
- Bambipark, suivi de Têtes subtiles et tête coupées (théâtre) Gallimard, 2009
- Ta femme me trompe, Gallimard, 2013
- Lettres à Shakespeare (org.[Quoi ?] Dominique Goy-Blanquet), Thierry Marchaisse, 2014
- J'ai exécuté un chien de l'Enfer. Rapport sur l'assassinat de Samuel Paty, Le Cherche midi, 2021

Sous le nom de David Lévine :
- Le Christ s'est arrêté à Bagnolet (et autres récits improbables), Puf, Perspective critique, no 3

### Traductions
- Os privilegios, poésie de Marcelin Pleynet, traduction en brésilien, Ironie, 2011
- Notes on the other (Apuntes sobre el otro), film de Sergio Oksman sur Ernest Hemingway, version française. Pantalla Partida, Documenta Films, 2009
- Desaprender, film brésilien de Luiz Rosemberg Filho, 2013

### Préface
- Nunzio D'Annibale, Le Manuscrit de Tchernobyl, bozon2X, 2019

### Théâtre en anglais
- The Hell of It, Jackson Lane Art Center, Londres, mise en scène de Clément De Dadelsen, 2024.

## Prix
- Prix Amic de l'Académie française pour l'ensemble de ses livres, 2008
- Prix Mousquetaire Les stylistes de la vie 1999 pour Traité des élégances, I
- Prix Hermès, 1991